# 曹绍濂
曹绍濂（1904年—1999年），男，湖南衡阳人，中国政治制度和政治史专家，曾任武汉大学教授、博士生导师。